# 陳囂
陈嚣（?—?），战国末期人物，荀子（荀况）的学生。
陈嚣问荀子说：“先生议论用兵之道，常以仁义为本。仁者爱人，义者遵循事理，如此又怎会用兵？凡用兵之事，都是为了争夺啊。”荀子说：“并非如同你理解的。仁者爱人，因为爱人，才憎恶害人之人；义者遵循事理，正因为循理，才憎恶作乱的人。用兵的目的，在于禁暴除害，不是为了争夺。所以仁者的军队，所停留经过的地方都会得到治理教化，就像及时的雨水降落，没有人不高兴的。所以尧伐驩兜，舜伐有苗，禹伐共工，湯伐有夏，文王伐崇，武王伐紂，这四帝兩王，都以仁義之兵，行於天下。所以近处之人欣赏其美德，遠方之人仰慕其德义，兵不血刃，遠近來服，道德盛大如此，影响达到四極。詩云：「淑人君子，其儀不忒，其儀不忒，正是四國。」就是说这种情况。”